# Janův syn
Janův syn (v originále Le Fils de Jean) je francouzsko-kanadský dramatický film z roku 2016, který režíroval Philippe Lioret podle románu Si ce livre pouvait me rapprocher de toi francouzského spisovatele Jeana-Paula Duboise. Snímek měl světovou premiéru na festivalu frankofonních filmů v Angoulême dne 28. srpna 2016.

## Děj
Ve třiatřiceti letech Mathieu Capelier neví, kdo je jeho otec. Jednoho rána má telefonát z Kanady a dozví se, že Jean Edel, který tam žil, právě nešťastnou náhodou zemřel. Po této nečekané zprávě se rozhodne podniknout cestu do Montrealu, aby se dozvěděl více o tomto předkovi, kterého nikdy neviděl.
Po příjezdu do Quebecu ho přivítá Pierre Lesage, nejlepší přítel jeho otce, který se zdá být z jeho příjezdu trochu rozrušený. Mathieu mu slíbí, že neprozradí, jaké jsou jeho důvody návštěvy, zejména jeho bývalé ženě a jeho dvěma synům, Samovi a Benovi. Po setkání s nimi Mathieu cítí hluboké zklamání a nechce s nimi trávit moc času. Najde však útěchu u Pierrovy rodiny, zejména jeho manželky Angie a dcery Bettiny. Nakonec zjistí skutečné důvody, proč ho Bettina kontaktovala.

## Obsazení
| Pierre Deladonchamps   | Mathieu Capelier  |
| Gabriel Arcand         | Pierre Lesage     |
| Catherine De Léan      | Bettina Lesage    |
| Marie-Thérèse Fortin   | Angie Lesage      |
| Pierre-Yves Cardinal   | Sam Edel          |
| Patrick Hivon          | Ben Edel          |
| Lilou Moreau-Champagne | Anna Lesage       |
| Milla Moreau-Champagne | Rose Lesage       |
| Romane Portail         | Carine            |
| Timothé Vom Dorp       | Valentin Capelier |
| Martin Laroche         | Rémi              |

## Ocenění
- Cena Iris pro nejlepšího herce (Gabriel Arcand)
- César: nominace v kategoriích nejlepší herec ve vedlejší roli (Gabriel Arcand) a nejlepší herec (Pierre Deladonchamps)
- Lumières: nominace pro nejlepšího herce (Pierre Deladonchamps)